# لانتون میلز
«لانتون میلز» (انگلیسی: Lanton Mills) یک فیلم به کارگردانی ترنس مالیک است که در سال ۱۹۶۹ منتشر شد. از بازیگران آن می‌توان به هری دین استنتون اشاره کرد.